# Sanshiro
 Sanshiro, né Sanshiro Fankhauser le 10 novembre 1976 à Tokyo, est un musicien, metteur en scène, chanteur et enseignant vaudois.

## Biographie
Né de père suisse et de mère japonaise, Sanshiro est arrivé en Suisse à l'âge d'une année. Ce comédien-chanteur grandit à Lausanne, où il passe sa maturité en 1995 en section scientifique. Il apprend le piano au conservatoire de la capitale lémanique, qu'il fréquente entre sept et quatorze ans, puis joue de la guitare dans un groupe de rock, avec des amis. Passionné d'astronomie, il s'inscrit à l'université en physique, mais abandonne vite cet univers pour celui plus créatif du théâtre et de la chanson pour enfants. Il étudie ensuite la pédagogie à l'université de Fribourg, tout en commençant à se produire sur scène pour sensibiliser les enfants à différents problèmes de société. Il a beaucoup aimé son séjour en Engadine.
Il intègre en 1999 la troupe Expression 5/20+ d'Isabelle Baudet, qu'il fréquente durant près de 9 ans. Il y donne des cours de théâtre pour les enfants, avant d'ouvrir en 2008 son école de théâtre itinérante "Le Théâtre en Chantier". Sanshiro enseigne également en parallèle, dans une classe de primaire. Il est surtout connu pour ses activités de chansonnier pour enfants: dans une veine différente d'Henri Dès ou de Jacky Lagger, il crée un univers où se côtoient animaux, personnages imaginaires, contes de fées, situations cocasses, et tragédies sociales. Il a enregistré quatre albums entre 2004 et 2010: Chansons pour qui?, chez Watermelon Entertainement, Chansons pour l'univers, entièrement composé, produit, arrangé et enregistré à Lausanne dans le studio "De l’autre côté de la Terre", Rencontres du 3e disque, et enfin Level 4. En concert, Sanshiro est accompagné de son fidèle groupe Les Cônes de Chantier.

## Sources
- « Sanshiro », sur la base de données des personnalités vaudoises sur la plateforme « Patrinum » de la Bibliothèque cantonale et universitaire de Lausanne.
- Caspary, Michel, "Sanshiro chante et met en scène les enfants rêveurs", 24 Heures, 2009/06/25, p. 38
- "«Je n'aime pas le premier degré»", Le Matin, 2007/11/08, p. 35
- Combremont, Patrice, "Sanshiro et son deuxième «univers»", 24 Heures, 2006/09/19, p. 35.